# Hermann Strasosky
Hermann Theodor Strasosky (* 11. Juli 1866 in Brake; † 8. April 1950 in Ahrensburg) war ein deutscher Theologe.

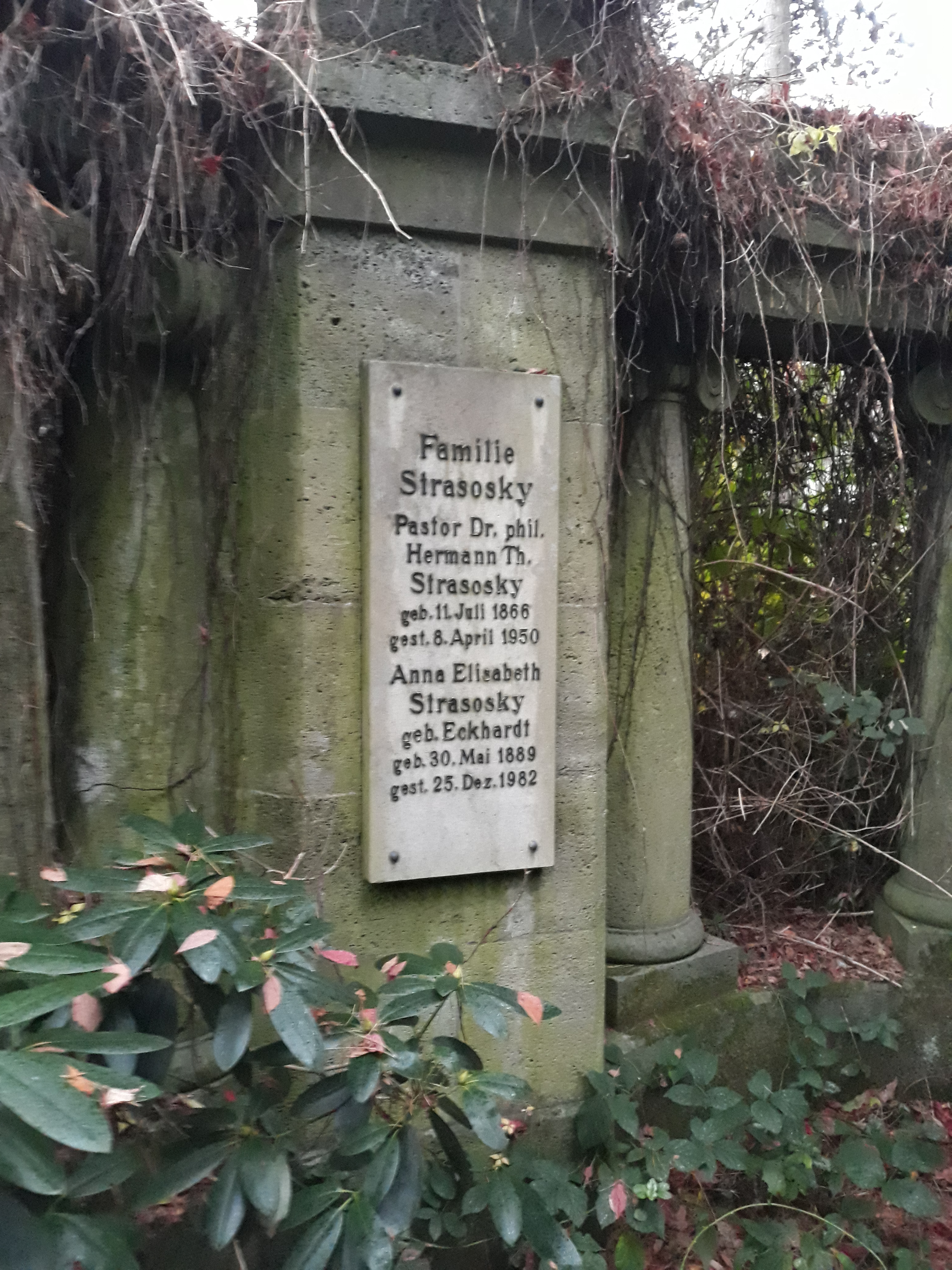
Das Grab von Hermann Strasosky und seiner Ehefrau Anna Elisabeth auf dem Friedhof Ohlsdorf in Hamburg.

## Leben und Wirken
Hermann Strasosky war der Sohn eines Zollbeamten. Er besuchte die Gelehrtenschule des Johanneums, die er mit dem Abitur verließ. Anschließend studierte er evangelische Theologie und Philosophie an Universitäten in Greifswald, Berlin und Jena. Das Kandidatenexamen bestand er 1889 in Hamburg. Ab 1890 unterrichtete Strasosky Religion an einer Schule für höhere Töchter in Hamburg-Barmbek. Nach der Promotion zum Dr. phil. im selben Jahr in Jena (aufgrund einer Dissertation  über Jakob Friedrich Fries) wurde er 1891 dritter Pastor in St. Pauli-Süd. 1907 erhielt er eine Pastorenstelle an der Gnadenkirche in St. Pauli-Nord. Von 1902 bis 1904 vertrat Strasosky die Fraktion der Rechten in der Hamburgischen Bürgerschaft. In dieser Position als Abgeordneter forderte er 1903, das Museum für Völkerkunde neu zu errichten.
Strasosky, der als liberaler Theologe galt, wurde schon 1893/94 durch einen Vortrag über den Religionsunterricht in eine Kontroverse verwickelt. In dem Artikel Zur Volkskirche, der am 13. Juli 1919 im Hamburgischen Correspondenten erschien, schrieb Strasosky, dass die Kirche hauptsächlich aufgrund des in der Glaubensgemeinschaft schwach vertretenen Liberalismus kritisiert werde. Zudem hielt er den zweiten Artikel des Apostolischen Glaubensbekenntnis für fragwürdig. In Gottesdiensten, die er 1920 abhielt, ließ er das Vaterunser nicht beten. Strasosky hielt das Apostolische Glaubensbekenntnis für entbehrlich, was innerhalb der Gemeinde sowohl Befürworter als auch Gegner fand. 1921 beschloss der Kirchenvorstand auf Betreiben von Strasoskys Kollegen, dem späteren Landesbischof Franz Tügel, Strasoskys Emeritierung zu beantragen. Dies erfolgte nach einer Gesetzesänderung 1923 gegen dessen Willen und entsprach auch nicht den Wünschen des Großteils der Gemeinde. Die Auseinandersetzungen um Strasosky erfolgten im Rahmen von Grundsatzdiskussionen über liberale und orthodoxe Theologie, die kirchliche Ausrichtung und die Auffassungen von Schriften und Glaubensbekenntnissen.
Aus seiner 1917 geschlossenen Ehe mit Anna Elisabeth Eckhardt (30. Mai 1889–25. Dezember 1982) gingen drei Kinder hervor.